# Детектив и дама
Детектив и дама (енгл. Someone to Watch Over Me) амерички је љубавни криминалистички трилер филм из 1987. у режији Ридлија Скота. Скотов је пети играни филм.

## Радња
Социјалка Клер Грегори (Мими Роџерс) посећује забаве и уметничке изложбе уз пратњу свог старог пријатеља Вина Хокингса (Марк Мозес). Са њима је строги момак по имену Нил Стајнхарт (Џон Рубинстајн). У другом делу града у току је истрага коју води новоименовани детектив Мајк Киган (Том Беринџер). Вин се смеје Нилу док га Клер брани. Вин тражи Клер да се састане са Нилом у подруму.
У међувремену, Винов бивши пословни партнер, Џои Венза (Андреас Кацулас), прилази. Љут је јер је Вин од њега позајмио новац за нови уметнички студио. После кратке свађе, он смртно рани Вина. Напуштајући лифт, Клер сведочи убиству и, вриштећи, ухвати Вензин поглед. Он је прогони, али Клер успева на време да побегне у лифту.
Детектив Мајк Киган стиже на место злочина. Киган се одмах заљубљује у Клер. Заједно са другим полицајцима, он је одређен да штити девојку док она не идентификује Вензу и сведочи на суду.
Киган је одлучан да заштити Клер и иде до крајњих граница да то учини. Венца јој прети и покушава да је убије. Киган и његова супруга Ели (Лорејн Брако) се отуђују једно од другог због њихове умешаности у овај случај. Он и Клер признају своју заједничку љубав, али Киган не може да се натера да једноставно одустане од породице.
На крају, Венза, који намами Кигана узевши његову породицу за таоце, умире од Елиног хица. Клер раскине са својом смиреном пријатељицом и намерава да оде у Европу, пошто се Киган вратио жени и сину.

## Улоге
| Глумац           | Улога               |
| ---------------- | ------------------- |
| Том Беринџер     | детектив Мајк Киган |
| Мими Роџерс      | Клер Грегори        |
| Лорејн Брако     | Ели Киган           |
| Џери Орбак       | поручник Гарбер     |
| Џон Рубинстајн   | Нил Стејнхарт       |
| Андреас Кацулас  | Џои Венза           |
| Џим Моријарти    | Кунц                |
| Тони Ди Бенедето | Ти Џеј              |
| Марк Мозес       | Вин Хокингс         |
| Денијел Хју Кели | Скоти               |
| Харли Крос       | Томи Киган          |